# Testify for My Victims
Testify for My Victims är det svenska thrash metal-bandet Carnal Forges sjätte studioalbum. Det släpptes i maj 2007 på Candlelight Records. Det var bandets första och enda skiva på detta bolag, den sista med trummisen Stefan Westerberg och den första och enda med vokalisten Jens C. Mortensen, som ersatte Jonas Kjellgren. Den senare var dock involverad i mixningen av albumet.
Albumet återutgavs 2021 på vinyl. En musikvideo spelades in till "Numb (The Dead)".

## Låtlista
1. "Testify for My Victims" – 4:03
2. "Burning Eden" – 4:15
3. "Numb (The Dead)" – 2:52
4. "Godsend God's End" – 4:53
5. "End Game" – 4:13
6. "Questions Pertaining the Ownership of My Mind" – 4:14
7. "Freedom by Mutilation" – 3:48
8. "Subhuman" – 3:49
9. "No Longer Bleeding" – 4:17
10. "Biological Waste Matter" – 3:35
11. "Lost Legion" – 3:01
12. "Ante Mori" – 5:16

## Medverkande
Musiker
- Jens C. Mortensen – sång
- Jari Kuusisto – gitarr
- Petri Kuusisto – gitarr
- Lars Lindén – basgitarr
- Stefan Westerberg – trummor

Bidragande musiker
- Heidi Ahosmäki – gitarr
- Tony Elfving – trummor

Produktion
- Johan Gren – inspelningstekniker
- Jonas Kjellgren – mixning
- Richard Lock – albumkonst, design
- Lars Lindén – albumkonst
- Jonas Bilberg – foto